# Utah Jazz 1981-1982
La stagione 1981-82 degli Utah Jazz fu l'8ª nella NBA per la franchigia.
Gli Utah Jazz arrivarono sesti nella Midwest Division della Western Conference con un record di 25-57, non qualificandosi per i play-off.

## Roster
| N° | Naz.                   | Ruolo | Sportivo         | Anno | Alt. | Peso |
| -- | ---------------------- | ----- | ---------------- | ---- | ---- | ---- |
| 4  | Stati Uniti (bandiera) | GA    | Adrian Dantley   | 1956 | 196  | 94   |
| 11 | Stati Uniti (bandiera) | AC    | James Hardy      | 1956 | 203  | 100  |
| 14 | Stati Uniti (bandiera) | G     | Rickey Green     | 1954 | 183  | 77   |
| 18 | Stati Uniti (bandiera) | G     | John Duren       | 1958 | 191  | 88   |
| 22 | Stati Uniti (bandiera) | G     | Carl Nicks       | 1958 | 185  | 79   |
| 24 | Stati Uniti (bandiera) | AC    | Danny Schayes    | 1959 | 211  | 107  |
| 31 | Stati Uniti (bandiera) | G     | Sam Worthen      | 1958 | 196  | 88   |
| 33 | Stati Uniti (bandiera) | A     | Howard Wood      | 1959 | 201  | 107  |
| 35 | Stati Uniti (bandiera) | G     | Darrell Griffith | 1958 | 193  | 86   |
| 43 | Stati Uniti (bandiera) | A     | Bobby Cattage    | 1958 | 206  | 113  |
| 45 | Stati Uniti (bandiera) | AC    | Jeff Wilkins     | 1955 | 211  | 104  |
| 50 | Stati Uniti (bandiera) | AC    | Ben Poquette     | 1955 | 206  | 107  |
| 52 | Stati Uniti (bandiera) | A     | Bill Robinzine   | 1953 | 201  | 104  |

## Staff tecnico
- Allenatori: Tom Nissalke (8-12) (fino al 10 dicembre)[1], Frank Layden (17-45)
- Vice-allenatori: Bill Bertka (fino al 4 dicembre), Gene Littles